# アフリカ中央銀行
アフリカ中央銀行（アフリカちゅうおうぎんこう、英: African Central Bank, ACB）は、アフリカ連合の3つの金融機関（アフリカ通貨基金、アフリカ投資銀行）の1つ。将来的にアフリカ通貨基金の業務を引き継ぐことが予定されている。1991年のアブジャ条約(Abuja Treaty)では単一通貨導入を目指して2028年にアフリカ経済通貨同盟を創設することが同意された。
1999年のシルテ宣言では創設を2020年に早めるよう求めた。同銀行が全アフリカ議会(Pan-African Parliament)における条約で完全に実施されると、アフリカ統一通貨の唯一の発行人となる。アフリカの政府や民間・公営の全ての金融機関に対する中央銀行となり、アフリカの銀行業を規制・監督して、公定歩合や為替レートの設定を行う。

## 脚註
1. ↑  杉本喜美子「西アフリカの通貨統合 －是非と展望－」『アフリカレポート』No.45, アジア経済研究所、2007年9月3日。